# Стража (Кожокна)
Стража (рум. Straja) насеље је у Румунији у округу Клуж у општини Кожокна. Oпштина се налази на надморској висини од 367 m.

## Становништво
Према подацима из 2002. године у насељу је живело 104 становника, од којих су сви румунске националности.